# C.R. Julian
Charles Robert Julian (Johannesburg, 26 giugno 1897 – Minas de Riotinto, 7 settembre 1955) è stato un calciatore inglese, di ruolo attaccante.

## Carriera

### Nazionale
Venne convocato nella Nazionale britannica che disputò i Giochi olimpici del 1920 ma disputò neanche una partita.